# Lithiumbatterij

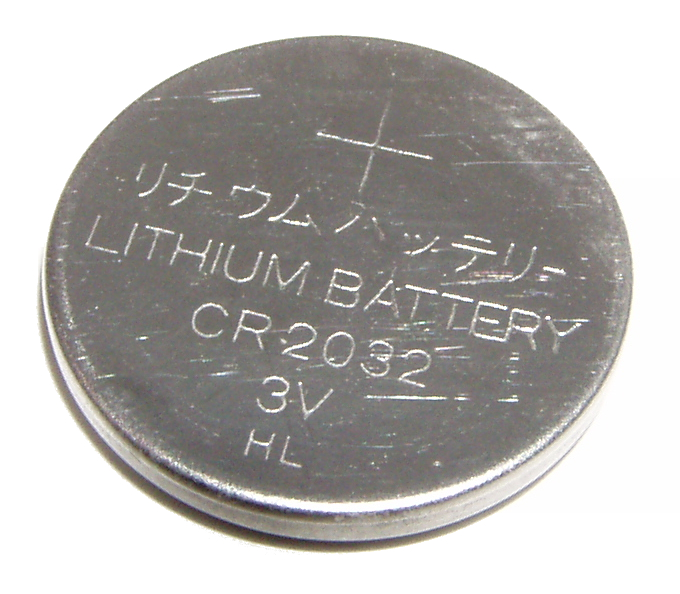
De CR 2032, een veelgebruikte lithiumbatterij

Een lithiumbatterij is een batterij waarvan de anode uit metallisch lithium bestaat. Voor de kathode wordt vaak mangaan(IV)oxide gebruikt, maar er zijn vele andere mogelijkheden. Afhankelijk van het kathodemateriaal kan een lithiumbatterij een spanning van 1,5 tot 3,7 volt leveren. De lithiumbatterij moet niet worden verward met de lithium-ion batterij.
Lithiumbatterijen zijn relatief duur maar gaan, als ze weinig belast worden, zeer lang mee; afhankelijk van het type tot tientallen jaren. In de vorm van een knoopcel worden ze toegepast in horloges, afstandsbedieningen en computers; en in andere vormen in bijvoorbeeld pacemakers en militaire apparatuur. De veelgebruikte CR 2032 knoopcel is een lithiumbatterij. Volgens de IEC nomenclatuur voor batterijen zijn alle typen waarvan de eerste letter een B, C, E, F of G is lithiumbatterijen. De verschillende letters geven verschillende klassen van kathodematerialen aan, bijvoorbeeld de C voor mangaan(IV)oxide en B voor koolstofmonofluoride.
In tegenstelling tot lithium-ion, lithium-ion-polymeer, lithium-ijzer-fosfaat en lithium-zwavel accu's zijn lithiumbatterijen niet oplaadbaar.